# Tenggong
Tenggong is een bestuurslaag in het regentschap Tulungagung van de provincie Oost-Java, Indonesië. Tenggong telt 2585 inwoners (volkstelling 2010).